# زهوان (وشحة)

تعديل مصدري - تعديل

زهوان هي إحدى قرى عزلة ضاعن بمديرية وشحة التابعة لمحافظة حجة، بلغ تعداد سكانها 104 نسمة حسب تعداد اليمن لعام 2004.